# Мюльдорф-ам-Инн (район)
Мюльдорф-ам-Инн (нем. Mühldorf am Inn) — район в Германии. Центр района — город Мюльдорф-ам-Инн. Район входит в землю Бавария. Подчинён административному округу Верхняя Бавария. Занимает площадь 805,32 км². Население — 111 024 чел. Плотность населения — 138 человек/км².
Официальный код района — 09 1 83.
Район подразделяется на 31 общину.

## Города и общины

Муниципалитеты района Мюльдорф-ам-Инн (Бавария)

### Городские общины
1. Вальдкрайбург (24 391)
2. Мюльдорф-ам-Инн (17 776)
3. Ноймаркт-Санкт-Файт (6 249)

### Ярмарочные общины
1. Бухбах (3 158)
2. Гарс-ам-Инн (3 851)
3. Крайбург-ам-Инн (4 097)
4. Хаг (6 202)

### Сельские общины
1. Ампфинг (6 158)
2. Ашау-ам-Инн (2 894)
3. Еттенбах (738)
4. Кирхдорф (1 291)
5. Локирхен (673)
6. Майтенбет (1 876)
7. Меттенхайм (3 245)
8. Нидербергкирхен (1 247)
9. Нидертауфкирхен (1 346)
10. Обербергкирхен (1 651)
11. Обернойкирхен (818)
12. Обертауфкирхен (2 403)
13. Поллинг (3 474)
14. Раттенкирхен (953)
15. Рехтмеринг (1 752)
16. Райхертсхайм (1 651)
17. Тауфкирхен (1 314)
18. Унтеррайт (1 668)
19. Хельденштайн (2 391)
20. Цангберг (1 004)
21. Швиндегг (3 514)
22. Шёнберг (934)
23. Эглькофен (1 231)
24. Эрхартинг (945)

### Объединения общин
1. Административное сообщество Гарс-ам-Инн
2. Административное сообщество Крайбург-ам-Инн
3. Административное сообщество Майтенбет
4. Административное сообщество Ноймаркт-Санкт-Файт
5. Административное сообщество Обербергкирхен
6. Административное сообщество Поллинг
7. Административное сообщество Райхертсхайм
8. Административное сообщество Рорбах
9. Административное сообщество Хельденштайн

## Население
По оценке на 31 декабря 2015 года население района составляет 112 034 человека.
| Дата      | 1840  | 1871  | 1900  | 1925  | 1939  | 1950  | 1961  | 1970  | 1987  | 2011   |
| --------- | ----- | ----- | ----- | ----- | ----- | ----- | ----- | ----- | ----- | ------ |
| Население | 35238 | 39579 | 46085 | 51831 | 53553 | 77512 | 73060 | 83915 | 92882 | 106414 |

| Год       | 1960  | 1970  | 1980  | 1990  | 2000   | 2009   | 2010   | 2011   | 2012   | 2013   | 2014   | 2015   |
| --------- | ----- | ----- | ----- | ----- | ------ | ------ | ------ | ------ | ------ | ------ | ------ | ------ |
| Население | 72149 | 84593 | 90461 | 99003 | 108480 | 110258 | 110282 | 106803 | 107363 | 109227 | 110296 | 112034 |

## Внешние ссылки
- Официальная страница (нем.)